# Acido galatturonico
L'acido galatturonico, come tutti gli acidi alduronici, deriva formalmente dall'ossidazione del gruppo ossidrile sul sesto carbonio del galattosio. Compone la catena principale delle  pectine nella parete cellulare